# برونو الكبير
برونو الكبير (بالألمانية: Brun (o) von Sachsen ؛ اللاتينية: Bruno Magnus، مايو 925 - 11 أكتوبر 965 م)؛ أو برونو الساكسوني، كان رئيس أساقفة كولونيا منذ عام 953 وحتى وفاته ودوق لوثارينجيا بعد 954 وهو شقيق الإمبراطور أوتو الأول.

## السيرة الذاتية
كان برونو الابن الأصغر للملك هاينريش الصياد وزوجته الثانية ماتيلدا، بينما كان لا يزال طفلاً قرر أنه يجب أن يمارس مهنة الكُتاب، في أوائل الأربعينيات من القرن الماضي تلقى تعليمه في ترير على يد الباحث الرائد إسرائيل النحوي، وفي عام 951 عين أوتو برونو مستشاراً له.
سرعان ما تلقى برونو مزيدًا من التقدم، وفي عام 953 أصبحت مطرانية كولونيا شاغرة عندما انضم صهره كونراد الأحمر دوق لوثارينجيا إلى تمرد ضد أوتو، وبذلك تم تعيين برونو في المنصب الشاغر، قدم نفسه بأنه حليفاً قوياً ضد كونراد (بحيث أخضع الكثير من أراضي لوثارينجيا تحت سيطرة أبرشية كولونيا)؛ بحلول العام التالي كان التمرد قد انهار، وعزل أوتو كونراد من منصب دوق لوثارينجيا وعين برونو مكانه.
كان من المقرر أن يكون برونو آخر دوق لوثارينجيا بأكملها: في عام 959 تم تعيين نبلاء محليين جودفري وفريدريك كمارغريفان لوثارينجيا السفلى ولوثرينجيا العليا على التوالي، وعلى أنهما دوقات بعد وفاته. تم لم شمل الدوقتين بين عامي 1033 و1044 تحت قيادة جوثيلو الأول.
جعلت المناصب المشتركة لرئيس الأساقفة والدوق - أو الأرشيدوق- بأن برونو كان أقوى رجل بعد أوتو ليس فقط في ألمانيا وأيضًا في خارج حدودها، بعد وفاة لويس الرابع من الفرنجة الغربية عام 954، أصبح هيو الكبير أقوى إقطاعي هناك، كان برونو صهرًا لكليهما، وأيضا خال لورثتهما لوثير الملك الجديد وهيو كابيه، وأصبح بمثابة الوصي على الفرنجة الغربية، ومنذ عام 962 فصاعدًا، وأيضا تم تعيينه وصيًا على عرش أوتو في ألمانيا بينما كان أوتو غائبًا في إيطاليا، توفي برونو في ريمس عام 965 ودُفن في دير القديس بانتاليون الذي كان قد أسسه خارج كولونيا.
كان موقع برونو في كولونيا أقل من المستوى الملكي في الواقع، بحيث فوض أوتو لبرونو وخلفائه كرئيس أساقفة عددًا من الامتيازات الملكية عادةً - الحق في بناء التحصينات وإنشاء الأسواق وصك العملات المعدنية وجمع (والاحتفاظ) للضرائب الخاصة باليهود مقابل الحماية الملكية، أولئك الذين يتداولون في السوق ورسوم المرور على طول نهر الراين، على الرغم من أن خلفاء برونو كانوا رؤساء أساقفة ولم يكونوا دوقات مثله، إلا أنهم سيكونون الحكام العلمانيين والكنسيين لـ كولونيا حتى معركة فورينجن بعد ثلاثة قرون.
كان بلاط برونو بكولونيا المركز الفكري والفني الرئيسي في تلك الفترة في ألمانيا - أكثر بكثير من بلاط شقيقه أوتو، التي كانت أكثر تجوالًا وتوجهًا عسكريًا، من بين أمور أخرى قضى ليوتبراند الكريموني بعض الوقت بلاطه، تم تعليم العديد من أجيال القادمة من القادة الكنسيين الألمان في بلاطه.
كان تأثير برونو على كولونيا في العصور الوسطى هائلاً، بصرف النظر عن بناء قصر، وقام بتوسيع الكاتدرائية إلى النقطة التي كانت تعتبر فيها منافسة للكنيسة القديس بطرس في روما (ولكن هذه الكاتدرائية احترقت في عام 1248 واستبدلت بالآخرى الحالية).